# La adoración de los pastores (Victoria Martín de Campo)
La adoración de los pastores es una pintura al óleo de Victoria Martín de Campo realizada entre 1801 y 1866.

## Descripción
Es una pintura al óleo sobre lienzo con unas dimensiones de 39,50 x 31 cm. La composición se muestra sobre un fondo oscuro en el que se advierte el establo. Los personajes están divididos en dos grupos, uno formado por la Virgen, el Niño Jesús y San José y, en la mitad derecha del lienzo, los pastores que vienen a adorar al Niño. Entre estos se encuentra a los pies del pesebre una mujer joven arrodillada en actitud de ofrecer un huevo al Niño, y detrás se ve un par de mujeres, una de edad avanzada y la otra con un cesto sobre la cabeza. En medio de éstas, están tres hombres en actitudes de adoración. A la izquierda, en primer término, están representadas las cabezas de la mula y el buey. En el ángulo superior izquierdo, en destacado escorzo, se ven tres angelitos, desde el lugar en el que surge en diagonal un fuerte foco de luz hasta la altura de la cabeza de la Virgen.

## Historia
La obra fue realizada en la provincia de Cádiz. Por sus características, es enmarcada dentro del tardoneoclasicismo. No se conoce la fecha exacta de creación, pero se sitúa entre 1801 y 1866. En 1870, la autora donó la obra a la Academia de Bellas Artes de Cádiz. Forma parte de la colección del Museo de Cádiz.